# Karl Bleibtreu

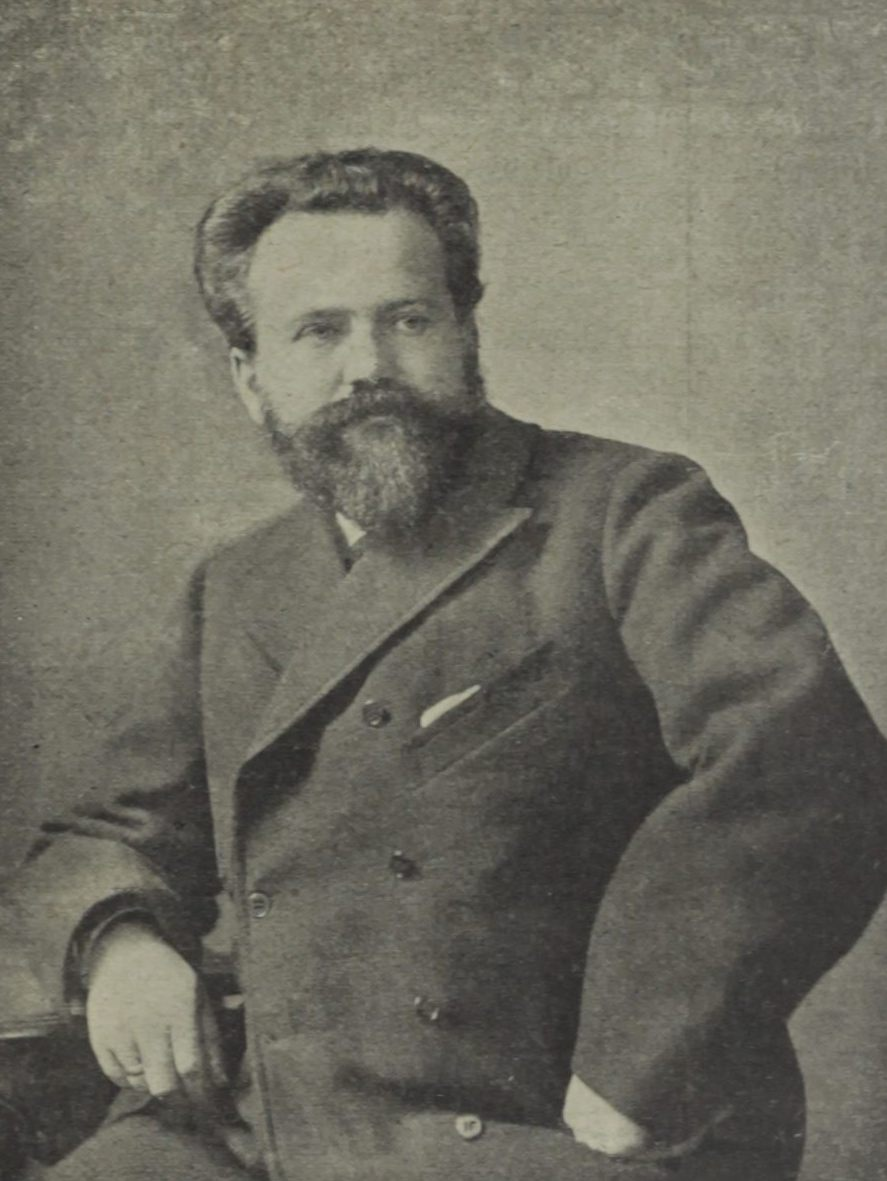
Karl Bleibtreu, um 1902

Karl Bleibtreu

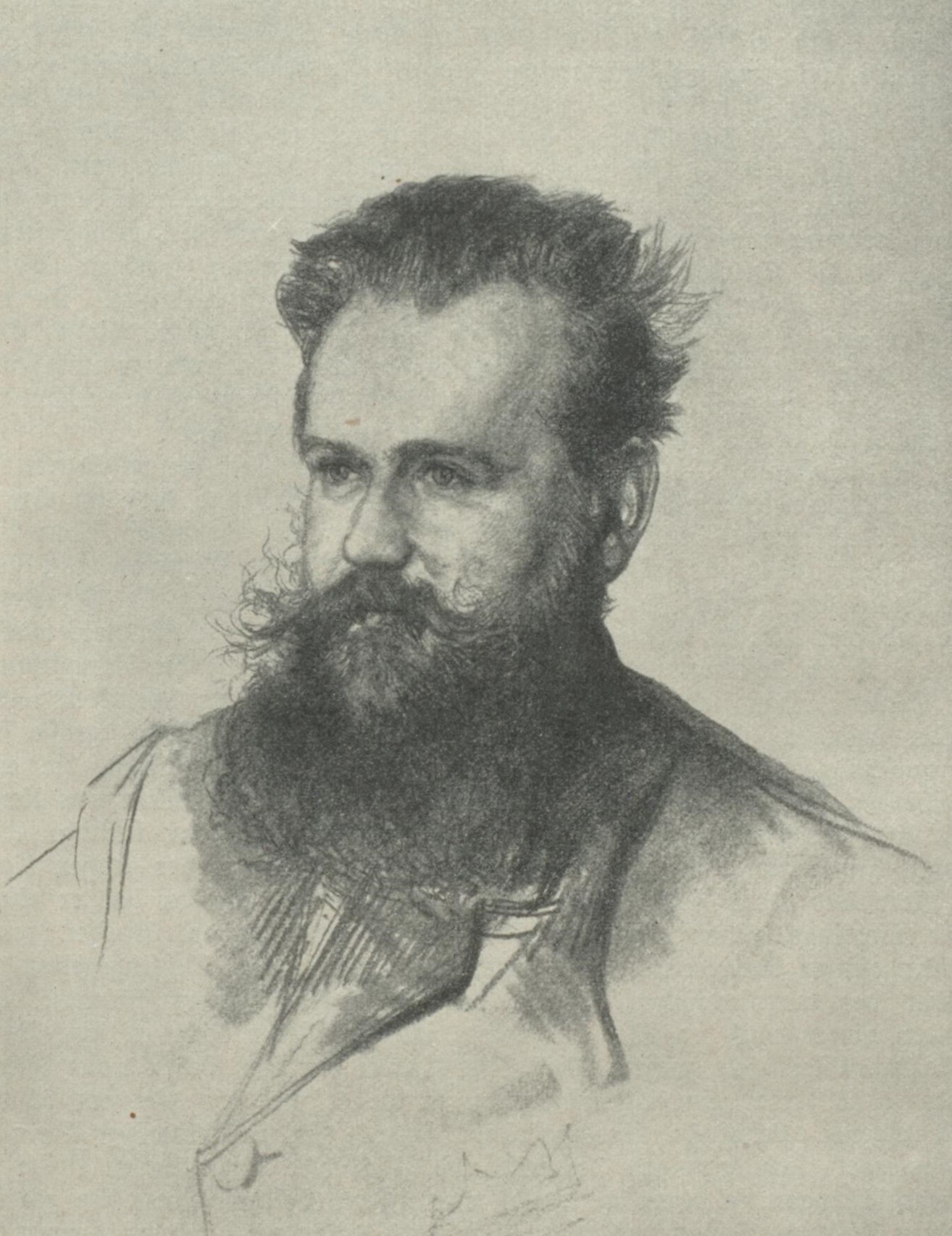
Ismael Gentz: Karl Bleibtreu

Karl August Bleibtreu (* 13. Januar 1859 in Berlin; † 30. Januar 1928 in Locarno) war ein deutscher Schriftsteller und Sohn des Schlachtenmalers Georg Bleibtreu.

## Leben
Nach dem Abbruch seines Studiums 1884 an der philosophischen Fakultät in Berlin unternahm Karl Bleibtreu Reisen in ganz Europa. Seine Ziele waren Belgien, Ungarn, Italien und Großbritannien. Im selben Jahr übernahm er die Leitung des „Kleinen Tagblatts“ in Berlin. Seit 1885 lebte er als freier Schriftsteller in Berlin-Charlottenburg und lernte Michael Georg Conrad kennen, mit dem er von 1888 bis 1890 die Zeitschrift Die Gesellschaft: realistische Wochenschrift für Literatur, Kunst und Leben herausbrachte.
1886 erschien seine an Émile Zola orientierte programmatische Schrift Revolution der Literatur, mit der er berühmt wurde. Zusammen mit Konrad Alberti gründete Karl Bleibtreu 1890 die Deutsche Bühne in Berlin, die als Konkurrenz zur damals bedeutenden Freien Bühne des modernen Theaters galt. Das Projekt war kein großer Erfolg und scheiterte kurze Zeit später. Seit 1908 lebte er, der seit 1894 mit der Schweizerin Julia geb. Gambon verheiratet war, in Zürich.

## Haltung gegenüber Literaturkritik
Karl Bleibtreu galt als wichtiger Vertreter des Naturalismus der deutschen Literatur. Dies vertrat er als Redakteur, Hersteller, Programmkritiker und Kritiker. Gekennzeichnet durch die Intoleranz seines literarischen und literaturkritischen Wirkens, sah sich Bleibtreu als Erzieher und Führer der deutschen Literatur, oft sogar als ihr Erlöser.
Mit seiner maßlosen Ichbezogenheit und Geltungssucht schaffte er sich neben Freunden auch zahlreiche Feinde. Er nutzte jede Gelegenheit aus, Werbung in eigener Sache zu machen und sich durch Eigenlob vor seiner Konkurrenz zu rechtfertigen. Er selbst bezeichnete sich als Dichtergenie und stellte sich dem großen Staatsmann oder Feldherrn gegenüber.
Wie sein Freund Michael Georg Conrad führte er einen lebenslangen Kampf gegen die Literaturkritik. Die Literaturkritik war in seinen Augen für den Erfolg eines Autors von großer Bedeutung, da man mit positiver oder negativer Kritik untalentierte Autoren zu Ruhm brachte oder deren Existenz vernichten konnte. Er warf der damaligen Literaturkritik vor, ihre Macht zu missbrauchen. Deshalb forderte Bleibtreu von der Kritik, nur die wirkliche Qualität des literarischen Werkes zu beurteilen und nicht – wie so oft in dieser Zeit – anhand von Abneigungen gegenüber dem Autor oder seiner Moral und allen politischen Absichten. In „Revolution der Literatur“ beschrieb Bleibtreu diese Forderung mit seiner typischen kraftvollen Ausdrucksweise: „Wenn Shakespeare der größte Schurke gewesen wäre […], – wären wir minder verpflichtet, ihn zu bewundern? Beim Himmel! Wenn Jesus Christus mir schlechte Gedichte vorlegte, ich würde ihn erbarmungslos vermöbeln, all meiner Ehrfurcht und moralischen Anbetung unbeschadet.“ (Revolution der Literatur, 3. Auflage) Ihn interessierte nicht, ob ein Autor arm oder reich war, sondern dessen Talent.
Doch obwohl er sich als begabten Kritiker sah, unterliefen auch ihm in seinen Veröffentlichungen Fehlurteile, wie beispielsweise Theodor Storm und Gottfried Keller als überschätzt zu bezeichnen oder gar Henrik Ibsen abzulehnen. In seinem literaturkritischen Stil, der hochmütig und verletzend war, gebrauchte er für seine Gegner erniedrigende und verachtende Ausdrücke.

## „Revolution der Literatur“ (1886)
Mit diesem als Programmschrift bezeichneten Werk wurde Karl Bleibtreu berühmt. Darin stellte er fest, dass sich eine neue deutsche Literatur bildet, die sich eng an die Sturm-und-Drang-Bewegung anschließt. Diese neue Zeit bezeichnete er als den von ihm vertretenen Realismus. Die Hauptaufgabe des Realismus sah er darin, den Boden der Realität bei der Widerspiegelung des Lebens zu zeigen. Nach ihm ist nur der zum Realisten tauglich, der die Gabe des technischen Sehens und die Kraft, mechanische Dinge plastisch zu modellieren, besitzt.
Bleibtreus Weltbild wurde geprägt durch Heroismus, Nationalismus, Männlichkeitskult und pessimistischen Weltschmerz. Als historischen Stoff sah er die zahlreichen Völkerschlachten sowie die großen historischen Persönlichkeiten wie Napoleon oder Lord Byron. Als wichtigsten Weltdichter bewunderte Bleibtreu Émile Zola. In seinem dreibändigen Werk Die Vertreter des Jahrhunderts bezeichnete er Helena Petrovna Blavatsky (1831–1891, siehe Band 1), die Begründerin der modernen Theosophie, als den „größten Geist“ des 19. Jahrhunderts.

## Wirkung
Karl Bleibtreu selbst zweifelte nie an seinem literarischen und literaturkritischen Wirken. Auf dem Höhepunkt seiner Karriere behauptete er sogar, dass auch sein Wirken als Keimzelle der Zukunftsliteratur gelten dürfte. In Wirklichkeit beschränkte sich sein Einfluss nur auf den kurzen Zeitraum von 1885 bis ca. 1890. In dieser Zeitspanne wurde er zum Führer der naturalistischen Bewegung und machte sich, wegen seines egozentrischen Stils, viele Feinde.
Nach der Veröffentlichung von Gerhart Hauptmanns „Vor Sonnenaufgang“ hörte für ihn die so genannte „Revolution der Literatur“ auf. Er wollte von dem Zeitpunkt an nichts mehr mit dem „konsequenten Naturalismus“ zu tun haben. Er bezeichnete ihn sogar als „Sogenannter Realismus der jüdischen Nachahmungs-Schule“. Er beneidete die Autoren, die nun erfolgreich waren, da ihr Erfolg eigentlich ihm zugestanden hätte. Nach dem Jahre 1890 befasste er sich hauptsächlich mit dem Schreiben von historischen Romanen und von Fachbüchern zu militärischen Fragestellungen.

## Werke
- Schlechte Gesellschaft. Realistische Novellen. Friedrich, Leipzig 1885. (Digitalisat)
- Der Traum .Aus dem Leben des Dichterlords. Verlag L.Schleiermacher, Berlin 1880.
- Lyrisches Tagebuch. Steinitz & Fischer, Leipzig 1885. (Digitalisat)
- Andere Zeiten, andere Lieder. 1885.[1]
- Revolution der Literatur. 1886, Nachdruck 1973, Verlag Max Niemeyer, ISBN 978-3-484-19022-1.[2]
- Lord Byron. 1886.
- Der Dämon. Hochstildrama, 1887.
- Die Gesellschaft. Realistische Wochenschrift für Litteratur, Kunst und Leben. Hrsg. 1888–1890, zusammen mit M. G. Conrad (wechselnde Untertitel).
- Grössenwahn. Roman, 3 Bände, 1888, Nachdruck 2008, Verlag Directmedia Publishing, ISBN 978-3-86640-314-7.
- Die Entscheidungsschlachten des europäischen Krieges. Zukunftskriegsroman. 3 Bände (Die Schlacht von Bochnia, Die Schlacht bei Belfort, Die Schlacht bei Chalons). 1888.
- Der Kampf um’s Dasein der Literatur. 1888.
- Schicksal. Hochstildrama, 1888.
- Geschichte der englischen Literatur. 2 Bände, 1888.
- Friedrich der Grosse bei Collin. (18. Juni 1757). Eine Studie. [1888].
- Schicksal. Schauspiel, 1888.
- Napoleon I. 1889.
- Zur Psychologie der Zukunft. 1890.
- Byron der Übermensch. Sein Leben und sein Dichten. 1890.
- Massenmord. Eine Zukunftsschlacht. 1893.
- Der Kampf bei Mars la Tour. 1897.
- Schlacht bei Wörth am 6. August 1870. 1898, Nachdruck 2009 Verlag Rockstuhl, Bad Langensalza, ISBN 978-3-86777-072-9.
- Marschälle, Generäle, Soldaten Napoleons des Ersten. 1899.
- Waterloo. Schlachtdichtung, 1902.
- Die Verrohung der Literatur. Ein Beitrag zur Haupt- und Sudermännerei. 1903.
- Schlacht von Königgrätz am 3. Juli 1866. 1903, Nachdruck 2006 Verlag Rockstuhl, Bad Langensalza, ISBN 3-938997-65-6.
- Schlacht bei Spichern am 6. August 1870. 1903, Nachdruck 2009 Verlag Rockstuhl, Bad Langensalza, ISBN 978-3-86777-071-2.
- Schlacht bei Weißenburg am 4. August 1870. 1903, Nachdruck 2009 Verlag Rockstuhl, Bad Langensalza, ISBN 978-3-86777-070-5.
- H. P. Blavatsky und die Geheimlehre. 1904.
- Die Vertreter des Jahrhunderts. 3 Bände, 1904 (Band III: „Theosophie“).
- Düppel-Alsen – [der Deutsch-Dänische Krieg 1864, 16. Januar – 30. Oktober]. 1906, Nachdruck 2009 Verlag Rockstuhl, Bad Langensalza, ISBN 978-3-86777-013-2.
- Langensalza und Der Mainfeldzug 1866. 1906, Nachdruck 2007 Verlag Rockstuhl, Bad Langensalza, ISBN 978-3-934748-73-6.
- Schlacht bei Colombey am 14. August 1870. 1906, Nachdruck 2009 Verlag Rockstuhl, Bad Langensalza, ISBN 978-3-86777-073-6.
- Völker Europas …! Zukunftskriegsroman. 1906.
- Die »Offensiv-Invasion« gegen England. Zukunftskriegsroman. 1907.
- Der Marquis de Sade. In: Die Gegenwart. Zeitschrift für Literatur, Wirtschaftsleben und Kunst. Vlg. der Gegenwart, Berlin 1907, Hefte 72 f., S. 134–136 & 151–154. Wieder in: Hans-Ulrich Seifert, Michael Farin (Hrsg.): „Der Mensch ist böse.“ Ein erotisch-philosophisches Lesebuch: Marquis de Sade Heyne, München 1990, ISBN 3-453-04354-5, S. 7–27. Microfiche-Ausg. der Zs: Vlg. Harald Fischer, Erlangen 2003, ISBN 3-89131-444-2.
- Belagerung von Straßburg 15. August bis zum 28. September 1870. 1910, Nachdruck 2009 Verlag Rockstuhl, Bad Langensalza, ISBN 978-3-86777-074-3.
- Geschichte der Reiterattacken. Alfred Schall, Berlin, 1911.
- Geschichte der deutschen Nationalliteratur von Goethes Tod bis zur Gegenwart. 2 Teile in einem Band, 1912.
- Weltbrand. Zukunftskriegsroman. 1912.
- Die Entscheidungsschlacht und andere Kriegsnovellen. 1915.
- Bismarck. Ein Weltroman in 4 Bänden 1915.
- Englands große Waterloo-Lüge. Zu den Jahrhunderttagen von 1815. Berlin, Leipzig 1915
- Stegemanns Weltkrieg und die Marne-Schlacht. Sonderdruck aus: Das Neue Europa. Monatsschrift. Hg. Paul Cohn. Schweizer Druck- und Verlagshaus Jean Frey, Zürich 1917
- Der Aufgang des Abendlandes. 1925. (unter dem Pseudonym John Macready)